# Macrozamia lomandroides
Macrozamia lomandroides D.L.Jones è una pianta appartenente alla famiglia delle Zamiaceae, endemica dell'Australia.

## Descrizione
È una cicade con fusto sotterraneo, ovoidale con diametro di 10-17 cm.
Le foglie, pennate, lunghe 30-80 cm, sono disposte a corona all'apice del fusto e sono rette da un picciolo lungo 6-14 cm; ogni foglia è composta da 25-46 paia di foglioline lanceolate, con margine dentato, lunghe mediamente 20-30 cm.
È una specie dioica con esemplari maschili che presentano coni terminali solitari di forma cilindrica, lunghi 12-15 cm e larghi 4-5 cm ed esemplari femminili con coni di forma ovoidale lunghi 12-18 cm, e larghi 7-9 cm.
I semi sono grossolanamente ovoidali, ricoperti da un tegumento di colore rosso arancio a maturità.

## Distribuzione e habitat
La specie è localizzata nei pressi di Childers e Bundaberg, nel Queensland centro-orientale.

## Conservazione
La IUCN Red List classifica M. lomandroides come specie in pericolo di estinzione (Endangered).

La specie è inserita nella Appendice II della Convention on International Trade of Endangered Species (CITES).